# Far til fire i byen
Far til fire i byen er en dansk familiefilm i Far til fire-serien fra 1956 instrueret af Alice O'Fredericks efter manuskript af Grete Frische.
Filmen har et alternativt navn – Far til Fire – til Julebal i Nisseland, da Lilleper i filmen netop tager til julebal i nisseland i en drøm. Handlingen foregår omkring jul, og den alternative titel afslører at filmen er en julefilm.
Filmen solgte 877.839 billetter, og den er dermed blandt de bedst sælgende danske film nogensinde.

## Medvirkende
- Karl Stegger – Far
- Birgitte Price – Søs
- Otto Møller Jensen – Ole
- Rudi Hansen – Mie
- Ole Neumann – Lille Per
- Peter Malberg – Onkel Anders
- Ib Mossin – Peter Mortensen
- Ebbe Langberg – Erik Holm
- Agnes Rehni – Naboen Agnes Sejersen
- Einar Juhl – Rektor
- Holger Juul Hansen – Lærer
- Kirsten Passer – Lærerinde Ludvigsen
- Hans Henrik Dahl – Kjeld
- Dorte Bjørndal – Hanne
- Knud Schrøder – Fars direktør
- Carl Johan Hviid – Overbetjenten
- Bjørn Spiro – Hundeejer Jensen
- Hardy Rafn – Kalle
- Børge Møller Grimstrup – Købmanden
- Georg Philipp – Personalechef
- Irene Hansen – Marianne
- Benny Juhlin – Skolelærer
- Poul Erik Møller Pedersen – Torben
- Per Wiking – Tyv
- Erling Dalsborg – Tyv

## Soundtrack
Soundtracket er komponeret af Sven Gyldmark, og består af blandt andet "Julebal i nisseland" og "Højt på en gren en krage".